# Darmakot
Darmakot (nepalski: दार्माकोट) – gaun wikas samiti w zachodniej części Nepalu w strefie Rapti w dystrykcie Salyan. Według nepalskiego spisu powszechnego z 2011 roku liczył on 989 gospodarstw domowych i 5430 mieszkańców (2811 kobiet i 2619 mężczyzn).